# Marie Dominique Mantovani
Marie Dominique Mantovani, née en 1862 et décédée en 1934, est une religieuse italienne, cofondatrice et première supérieure générale des Petites sœurs de la Sainte-Famille. Vénérée comme sainte par l'Église catholique, elle est commémorée le 2 février selon le Martyrologe romain.

## Biographie

### Jeunesse et fondation
Maria Domenica Mantovani est issu d'une famille de paysans, vivant près de Brenzone. Dès son plus jeune âge, elle travaille aux soins de la ferme familiale. Sa mère lui inculque une dévotion particulière pour la Vierge Marie. En 1877, Don Joseph Nascimbeni est le nouveau vicaire de la paroisse de Castelletto di Brenzone. Il remarque la piété de Maria Domenica et devient son directeur spirituel. Il la guide pour réaliser son rêve : devenir une sainte.
Le 8 décembre 1886, à 24 ans, Maria Domenica fait vœu de chasteté. Dès lors, elle collabore avec Don Nascimbeni, faisant le catéchisme aux enfants et visitant les malades. Don Nascimbeni projette de créer une congrégation de religieuses pour l'aider dans ses activités sacerdotales. Ayant avoir reçu l'accord de l'évêque de Vérone, Don Nascimbeni regroupe un petit groupe de jeunes femmes, et place à leur tête Maria Domenica Mantovani. Après un noviciat chez les franciscaines de Vérone, elles font leur profession religieuse le 4 novembre 1892. Ainsi naît la congrégation des Petites Sœurs de la Sainte-Famille.

### Supérieure
Nommée supérieure de la jeune communauté, Mère Mantovani occupe cette fonction jusqu'à sa mort. Fidèle à Don Nascimbeni, elle suit chacune de ses orientations. Bien que peu instruite, du fait de sa condition paysanne, elle sait toutefois bien diriger ses religieuses. Ses directeurs spirituels ont également remarqué qu'elle possédait une science spirituelle peu ordinaire. Après la mort de Don Joseph Nascimbeni en 1922, Mère Mantovani se retrouve seule pour mener la congrégation. Sous son impulsion, de nouveaux couvents sont fondés, et le rayonnement grandit dans toute l'Italie. De nombreuses jeunes femmes désirent la suivre, et en 1931, on compte déjà plus d'un millier de Petites sœurs de la Sainte-Famille.
En plus d'apporter de l'aide aux prêtres dans leurs paroisses, les sœurs ouvrent des orphelinats, des écoles pour les enfants pauvres et des maisons de retraite. Mère Mantovani s'investit beaucoup dans la formation des religieuses et dans le soin des miséreux. En 1932, la congrégation est définitivement approuvée par le Saint-Siège. Après une série de grosses fièvres, Mère Mantovani meurt le 2 février 1934, à l'âge de 72 ans.

## Vénération

### Béatification

#### Enquête sur les vertus
Sa cause de canonisation débute en 1986. Elle est déclarée vénérable le 24 avril 2001.

#### Reconnaissance d'un miracle
Le 6 mars 1999, dans une clinique d'Argentine, un nourrisson tombe accidentellement et subit un important traumatisme crânien. Les lésions sont graves et son pronostic vital est engagé. La famille du nourrisson invoque Maria Domenica Mantovani pour la guérison du nourrisson, et lui applique. une relique. Trois jours plus tard, le nourrisson peut sortir sain et sans aucune séquelle de l'hôpital.
À la suite de la reconnaissance d'un miracle attribué à son intercession, Mère Mantovani est proclamée bienheureuse le 27 avril 2003 par le pape Jean-Paul II.

### Canonisation

#### Second miracle

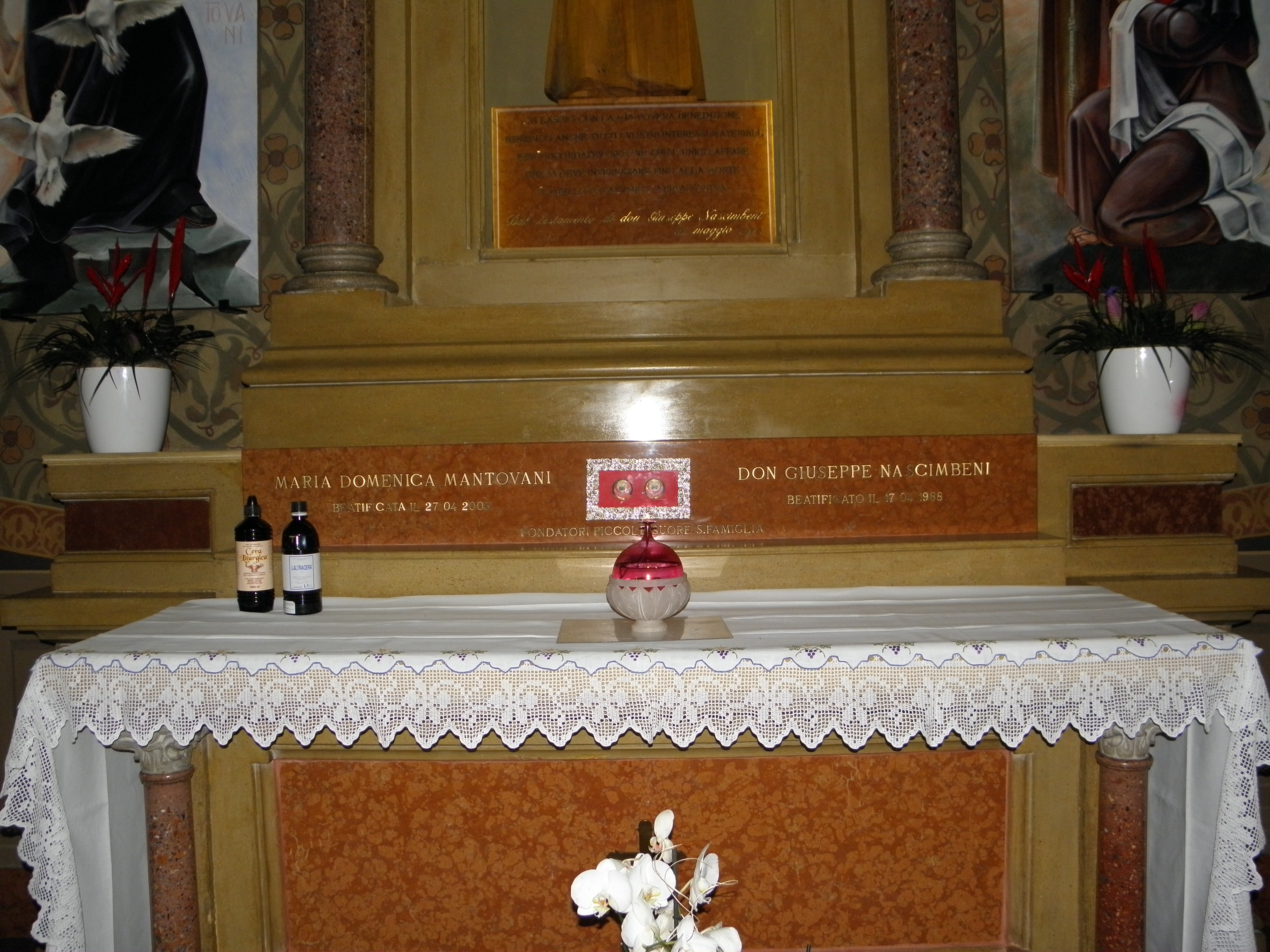
Autel dédié à Ste Marie Dominique Mantovani et au Bx Joseph Nascimbeni, église Saint-Charles-Borromée, Castelletto di Brenzone.

En 2011, un enfant argentin de 11 ans souffrant de troubles épileptiques, d'insuffisance respiratoire et de paralysie aux membres inférieurs subit de lourds traitements, inefficaces. Sa famille invoque Maria Domenica Mantovani pour obtenir sa guérison. En quelques jours, l'état de l'enfant redevient soudainement et totalement normal.
À la suite des rapports médicaux constant l'inexistence d'explications scientifiques pour justifier cette guérison, le pape François reconnaît authentique ce miracle attribué à l'intercession de Marie Domenica Mantovani le 26 mai 2020, et signe le décret de sa canonisation,.
Elle a été proclamée sainte le 15 mai 2022 à Rome par le pape François.

### Culte
Sainte Marie Dominique Mantovani est fêtée le 2 février.
En 1987, son corps intact est exhumé et placé dans une châsse de verre. Il est exposé à la vénération des fidèles à la maison-mère des petites Sœurs de la Sainte-Famille à Castelletto di  Brenzone.